# Capela Eaton

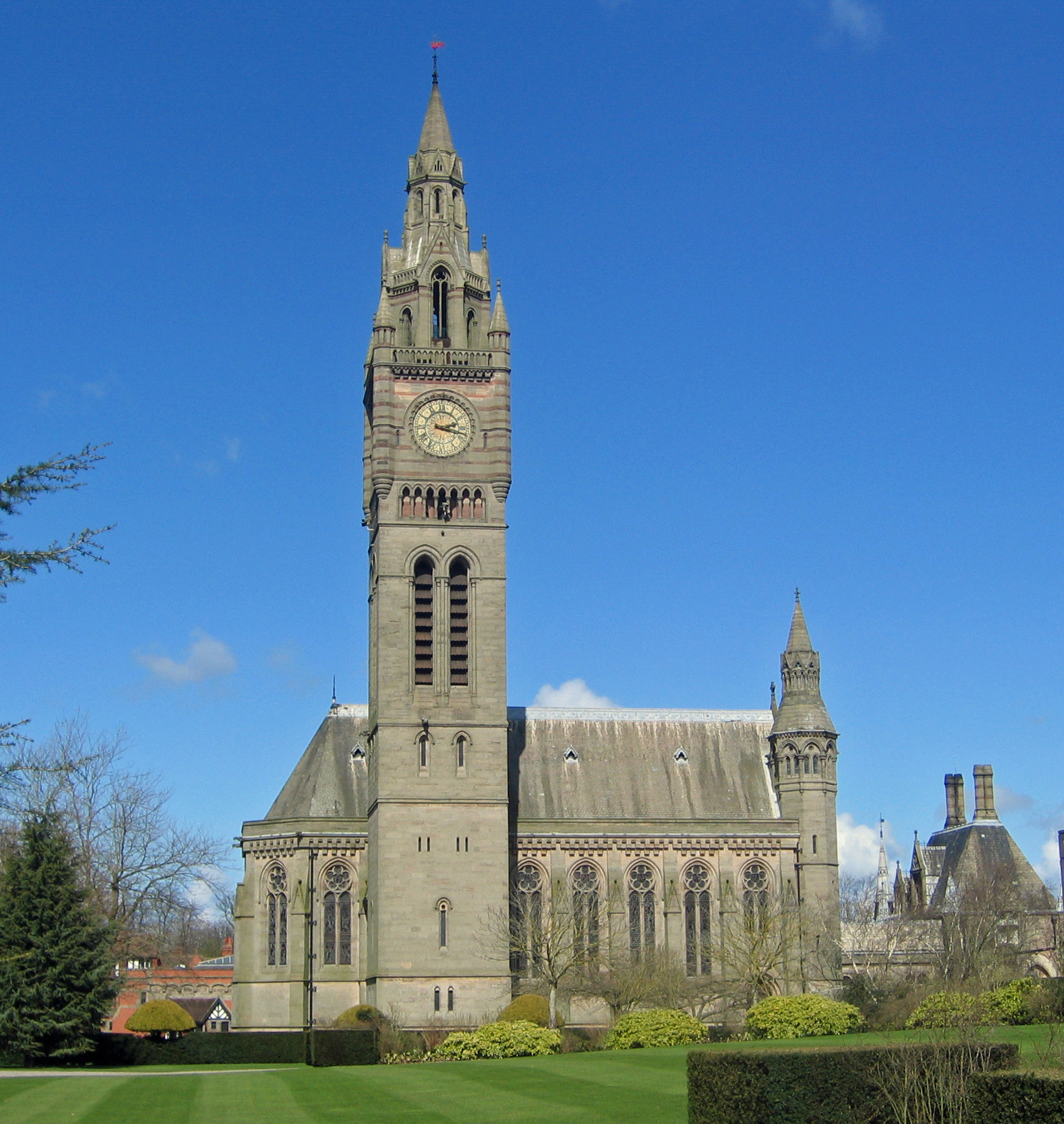
Foto da torre da Capela Eaton

A Capela Eaton é uma capela privada ao norte de Eaton Hall em Eaton Park.
Está registrado na Lista do Patrimônio Nacional da Inglaterra como um edifício tombado de Grau I.

## Construção
A construção da capela teve inicio em 1869.

## Arquitetura

### Exterior
A capela é construída em arenito com um telhado de ardósia cinza. Internamente, a pedra está em faixas rosa e buff. Seu plano consiste em uma nave de cincobaías que é contínua com uma chancelaria de três baías.  A chancelaria termina com um apse de três lados contendo o altar. A capela é orientada com o altar no extremo oeste. A última baía no extremo leste constitui um narthex (ante-capela) com uma galeria. No sul da capela há uma torre que é de pé livre, mas se juntou à capela nos dois andares inferiores, e por uma ponte acima. No canto sudeste há uma torre deescada. No lado sul da nave e na apse há janelas de duas luzes e na extremidade leste atrás da galeria há uma janela de quatro luzes. A torre tem seis estágios e contém aberturas de sinos de lancetas altas.  Acima destes está o estágio do relógio, corbelled para fora do eixo da torre e superado por pináculos em cada canto. De cada lado está uma face de relógio feita de esmalte vítreo; cada face do relógio tem 2,95 m de diâmetro. Sobre isso está uma torre decorada com empenas e pináculos. A torre da escada é superada por uma torre.

### Interior
O narthex na extremidade leste tem um teto de carvalho abobadado na virilha, e é pavimentado com mármore preto e com telhas encausticas. Uma tela de pedra leva para a nave. Este também tem um telhado abobadado na virilha, mas construído em pedra. Entre a nave e a chancelaria há uma tela de alabastro baixo. Uma continuação desta tela leva ao púlpito: este também é construído em alabastro com colunasde mármore de Devonshire. Os reredos e a fonte também são feitos em alabastro. Os bancos da nave e da chancelaria estão em nozes e têm extremidades esculpidas. Na chancelaria está uma efígie reclinada no alabastro de Constance, 1ª Duquesa de Westminster, por Joseph Boehm. Para a efígie, Boehm trabalhou a partir de moldes de gesso do rosto e mãos tomadas após sua morte.
Os vitrais nas janelas do lado sul da nave e a apse, e os mosaicos em branco no lado norte da nave foram projetados por Frederic Shields. Estes foram encomendados em 1876 e feitos por Heaton, Butler e Bayne. O órgão manual está em uma alcova no lado sul da chancelaria.